# Auriac-Lagast
Auriac-Lagast è un comune francese di 255 abitanti situato nel dipartimento dell'Aveyron nella regione dell'Occitania.

## Società

### Evoluzione demografica
Abitanti censiti